# Киселёва, Дарья Алексеевна
Дарья Алексеевна Киселёва (род. 3 ноября 2006, Москва) — российская волейболистка, центральная блокирующая. 

## Биография
Волейболом начала заниматься в Москве, а в 2020 году (в 13-летнем возрасте) приглашена в Калининград, где на протяжении трёх сезонов выступала за «Локомотив»-СШОР по ИВС в Молодёжной лиге. В 2022 стала серебряным призёром, а в 2023 — победителем Кубка Молодёжной лиги. В 2023—2024 в составе «Локомотива»-2 стала призёром высшей лиги «А» чемпионата России. В 2024 году заявлена за основную команду клуба, в составе которой дебютировала в суперлиге и выиграла «золото» чемпионата и Кубка России. 
В 2021 году в составе сборных России становилась победителем чемпионатов Восточно-европейской волейбольной зональной ассоциации (EEVZA) среди младших девушек (март) и девушек (ноябрь).

### Клубная карьера
- 2020—2023 —  «Локомотив»-СШОР по ИВС (Калининград) — молодёжная лига;
- 2023—2024 —  «Локомотив»-2 (Калининград) — высшая лига «А»;
- с 2024 —  «Локомотив» (Калининград) — суперлига.

## Достижения

### Клубные
- чемпионка России 2025.
- победитель розыгрыша Кубка России 2025.
- бронзовый призёр розыгрыша Кубка Легенд 2024.
- бронзовый призёр чемпионата России среди команд высшей лиги «А» 2024.
- победитель (2023) и бронзовый призёр (2022) розыгрышей Кубка Молодёжной лиги.

### Со сборными России
- чемпионка Восточно-европейской волейбольной зональной ассоциации (EEVZA) среди младших девушек 2021.
- чемпионка Восточно-европейской волейбольной зональной ассоциации (EEVZA) среди девушек 2021.

### Индивидуальные
- 2023: лучшая центральная блокирующая (одна из двух) Кубка Молодёжной лиги.
- 2025: лучшая центральная блокирующая (одна из двух) Кубка России.